# 维亚切斯拉夫·德米特里耶维奇·舒姆斯基
维亚切斯拉夫·德米特里耶维奇·舒姆斯基（俄语：Вячеслав Дмитриевич Шумский，1950年8月27日—）是俄罗斯外交官，历任俄驻纳米比亚大使、俄罗斯外交部第一独联体司司长，俄驻塞浦路斯大使。